# Santa-Maria-Poggio
Santa-Maria-Poggio är en kommun i departementet Haute-Corse på ön Korsika i Frankrike. Kommunen ligger i kantonen Campoloro-di-Moriani som tillhör arrondissementet Bastia. År 2022 hade Santa-Maria-Poggio 798 invånare.

## Befolkningsutveckling
Antalet invånare i kommunen Santa-Maria-Poggio
Referens:INSEE